# Gabinete Dupuy V
O Gabinete Dupuy V foi o ministério formado por Charles Dupuy em 18 de fevereiro de 1899 e dissolvido em 12 de junho do mesmo ano. Foi o 41º gabinete da Terceira República Francesa, sendo antecedido pelo Gabinete Dupuy IV e sucedido pelo Gabinete Waldeck-Rousseau.

## Contexto
Após a eleição de Émile Loubet como Presidente da República, Charles Dupuy foi reconduzido ao cargo de Presidente do Conselho de Ministros e manteve todos os membros de seu gabinete anterior. Este governo, ao intervir, enfim, na revisão do julgamento de Alfred Dreyfus, preocupou os republicanos e os incidentes se multiplicaram: no dia do funeral de Félix Faure, uma tentativa de golpe de Estado foi realizada pela "Liga dos Patriotas", grupo nacionalista e antirrepublicano, enquanto o Presidente Loubet era atacado no hipódromo de Auteuil.
Em junho de 1899, o Tribunal de Cassação anulou a sentença da corte marcial que condenara Dreyfus e exigiu uma revisão do julgamento. Arrastado por essa crise, Dupuy renunciou pouco depois, após ser derrotado em uma interpelação sobre o fracasso da segurança durante o ataque ao Presidente Loubet - a renúncia também foi marcada pela absolvição do líder da Liga dos Patriotas. A Assembleia Nacional Francesa declarou, então, que estava decidida a "apoiar apenas um ministério determinado a defender energicamente as instituições republicanas".
No dia seguinte, Émile Loubet nomeou Raymond Poincaré para formar o futuro governo. Este último aceitou a oferta, mas fracassou nas negociações. Em seguida, o Presidente pediu a Pierre Waldeck-Rousseau que formasse o futuro gabinete, o que ele aceitou, porém, abandonando a ideia logo depois. Dias depois, contra todas as expectativas, Waldeck-Rousseau conseguiu formar seu governo e assim tomou posse como o novo chefe de governo.

## Composição
- Presidente da República: Émile Loubet
- Presidente do Conselho de Ministros: Charles Dupuy
- Ministro dos Estrangeiros: Théophile Delcassé
- Ministro da Justiça: Georges Lebret
- Ministro do Interior e Cultos: Charles Dupuy
- Ministro da Guerra: Charles de Freycinet; Camille Krantz
- Ministro das Finanças: Paul Peytral
- Ministro da Marinha: Édouard Lockroy
- Ministro da Instrução Pública e Belas Artes: Georges Leygues
- Ministro das Obras Públicas: Camille Krantz; Jean Monestier
- Ministro da Agricultura: Paul Delombre
- Ministro do Comércio, Indústria, Correios e Telégrafos: Albert Viger
- Ministro das Colônias: Florent Guillain